# Iglesia del Gesù

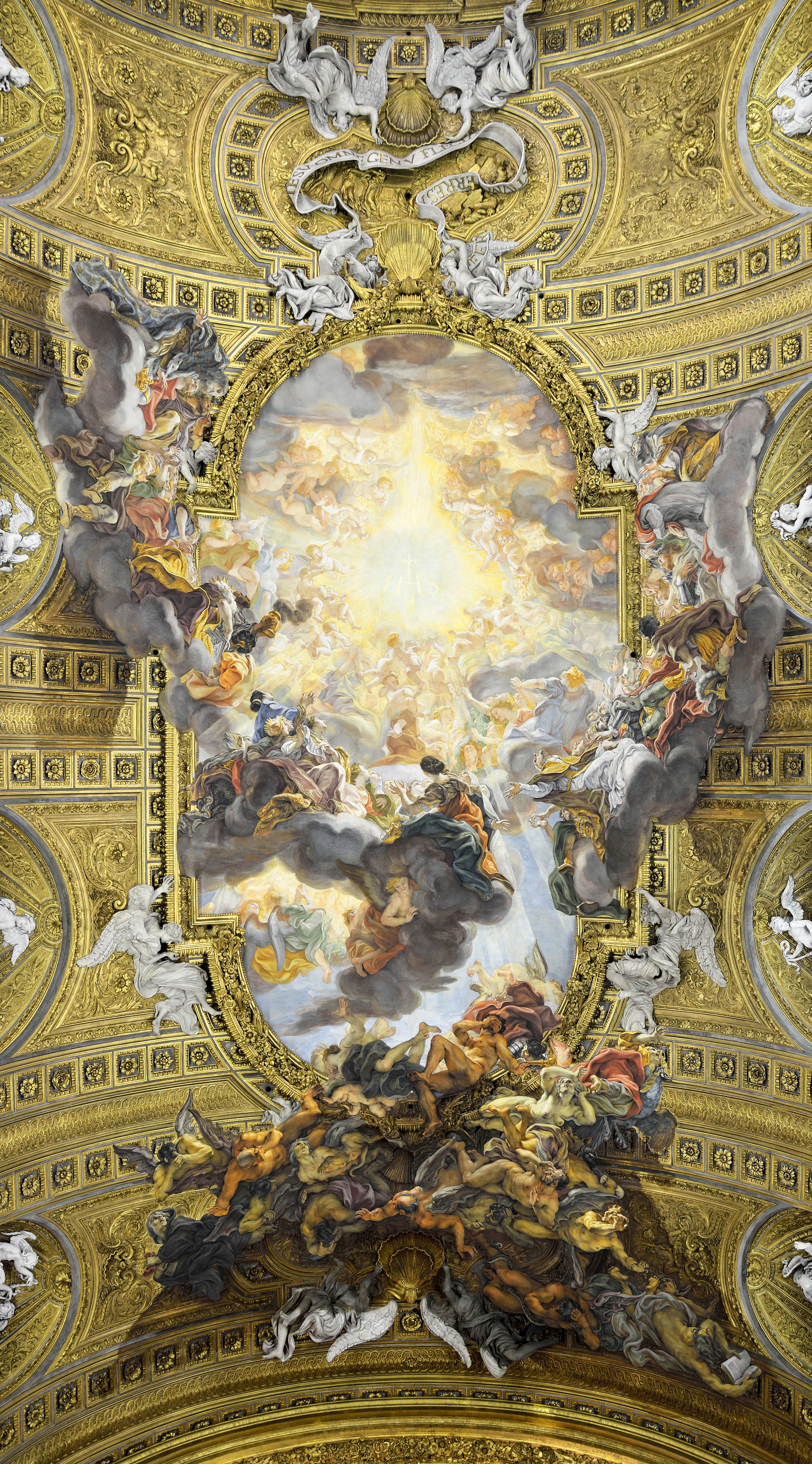
Triunfo del nombre de Jesús, por Giovanni Battista Gaulli, sobre el techo de la iglesia.

La iglesia del Gesù (en italiano, Chiesa del Sacro Nome di Gesù, o iglesia del Santo Nombre de Jesús), situada en la plaza del Gesù en Roma, es la iglesia madre de la Compañía de Jesús, conocida como los jesuitas, una Congregación de la Iglesia católica. Su fachada está reconocida como «la primera verdaderamente barroca» y fue el modelo de innumerables iglesias jesuitas en todo el mundo, especialmente en el continente americano.

## Historia
Ignacio de Loyola fue quien encargó en 1551 al arquitecto florentino Nanni di Baccio Bigio el diseño del primer templo jesuita. Miguel Ángel lo rediseña en 1554, mandado sus planos por medio de una carta, aunque el proyecto permanece inconcluso ya que Loyola fallece en 1556.
En 1565 Francisco de Borja fue elegido como el tercer prepósito por la congregación general (CG) de la Compañía de Jesús, gobernó hasta 1572, y fue bajo su mandato que se realizó la construcción del Gesù.
En 1568, el cardenal Alejandro Farnesio (nieto de Pablo III) encarga la construcción de la iglesia jesuita romana a Jacopo Barrozi de Vignola, más conocido como Vignola. No contento con la fachada, Alejandro Farnesio, después de la muerte de Vignola en 1573, elige a Giacomo della Porta en 1575 para modificarla. Tras su finalización en 1584, el Gesù fue la más grande y primera iglesia completamente nueva después de Sacco de Roma.
En la segunda mitad del s. XVII Giovanni Battista comienza con la decoración pictórica. El Gesù fue también el hogar del General Superior de la Compañía de Jesús hasta la supresión de la orden en 1773.
En 1814 la iglesia fue restituida a la Compañía de Jesús, en la segunda mitad del s. XIX se construyó el altar mayor.
Entre 1858 y 1861 el ornamento del templo se hizo para la magnificencia del príncipe Alessandro Torlonia, que hizo revestir la nave de mármol.

## Arquitectura
Al final, los principales arquitectos implicados en la construcción fueron Jacopo Vignola y Giacomo della Porta, cuya revisión del diseño de la fachada de Vignola ha ofrecido a los historiadores de la arquitectura oportunidades para una comparación minuciosa entre la equilibrada composición de Vignola en tres planos superpuestos y la tensión dinámicamente fusionada de Della Porta, debida a sus fuertes elementos verticales, contrastes que han agudizado las percepciones de los historiadores de arquitectura durante el último siglo (Whitman 1970:108). El diseño rechazado de Vignola permaneció disponible para los arquitectos y posibles mecenas gracias a un grabado de 1573.

Vignola había dejado la construcción de esta fachada a altura del primer entablamento, en el que aparecen los pilares acoplados, la pluralidad de frontones, la alternancia de aberturas y nichos.
El segundo entablamento, menos ancho, coronado por un frontón triangular, es obra de Giacomo della Porta. Está flanqueado este piso superior por dos ménsulas en S inclinada.
Barroquismo, de Cirici Pellicer Alejandro

El diseño sintetiza el planteamiento central del Alto Renacimiento, expresado a gran escala por la cúpula y los prominentes pilares del crucero, con la nave ampliada que había sido característica de las iglesias de predicadores, un tipo de iglesia creada por los franciscanos y los dominicos desde el siglo XIII. Por todos lados revestimientos de mármol policromado incrustados son puestos de relieve gracias a los dorados, las bóvedas de cañón pintadas al fresco enriquecen la techumbre y retóricas esculturas de mármol y estuco blanco rompen su marco tectónico. El ejemplo del Gesù no eliminó completamente la tradicional iglesia basilical con naves laterales, pero después de que se asentara su ejemplo, los experimentos con el plano de las iglesias barrocas, ovales o de cruz griega, quedaron en gran medida limitadas a iglesias menores y capillas.

## Decoración interior

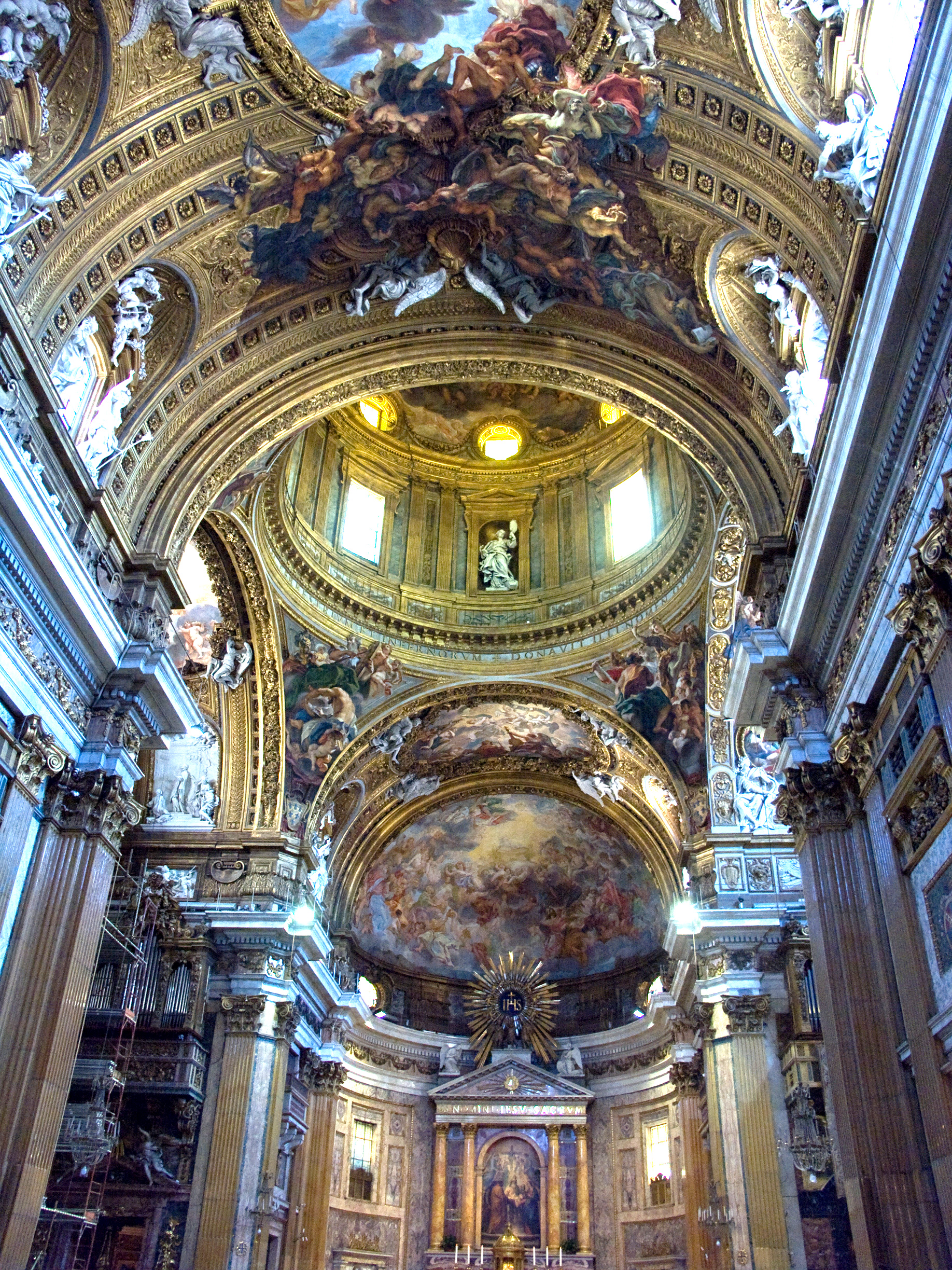
Interior de la iglesia del Gesù.

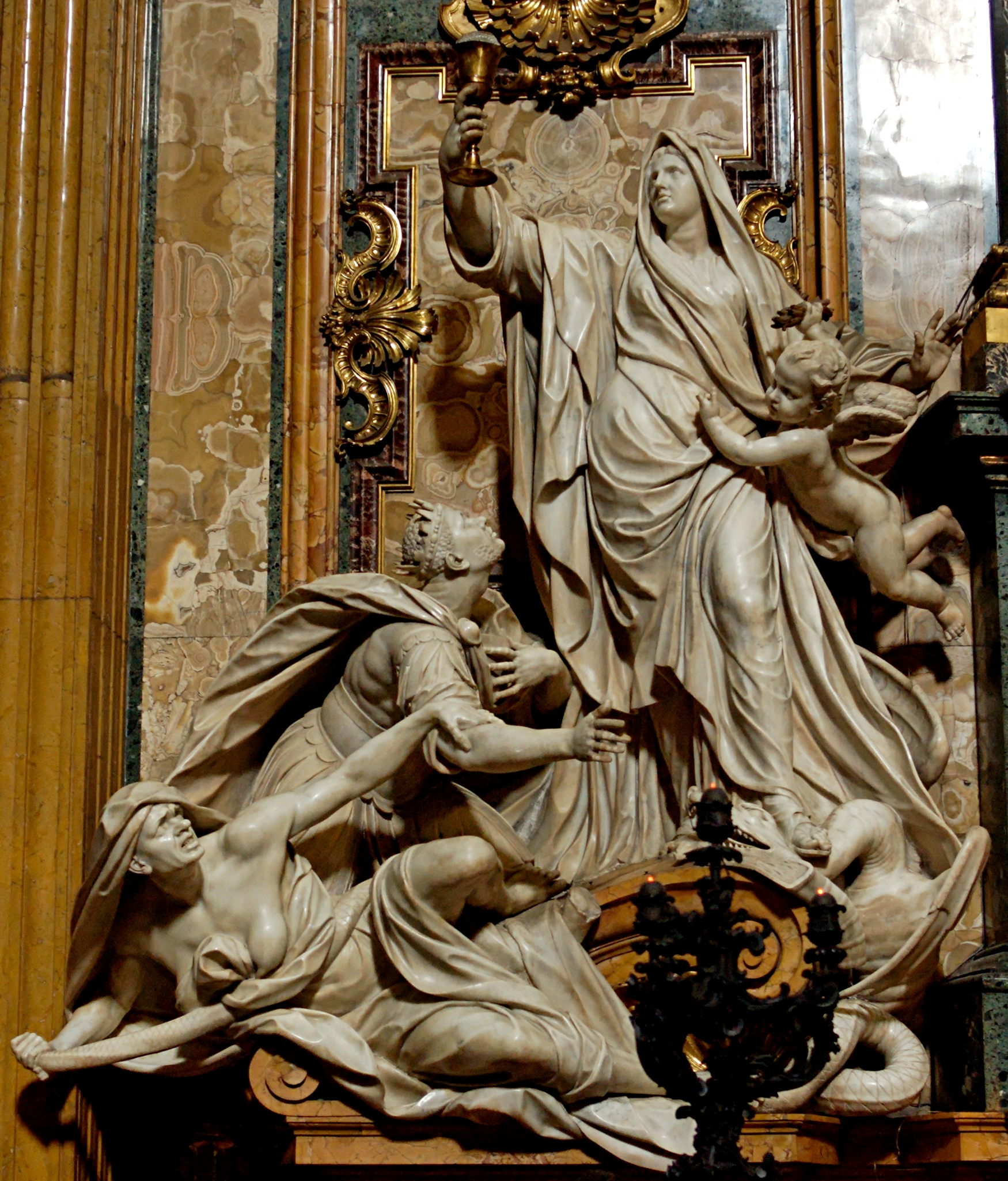
La Fede che vince l'Idolatria (Triunfo de la Fe sobre la Idolatría), obra de Jean-Baptiste Théodon (1646-1713).

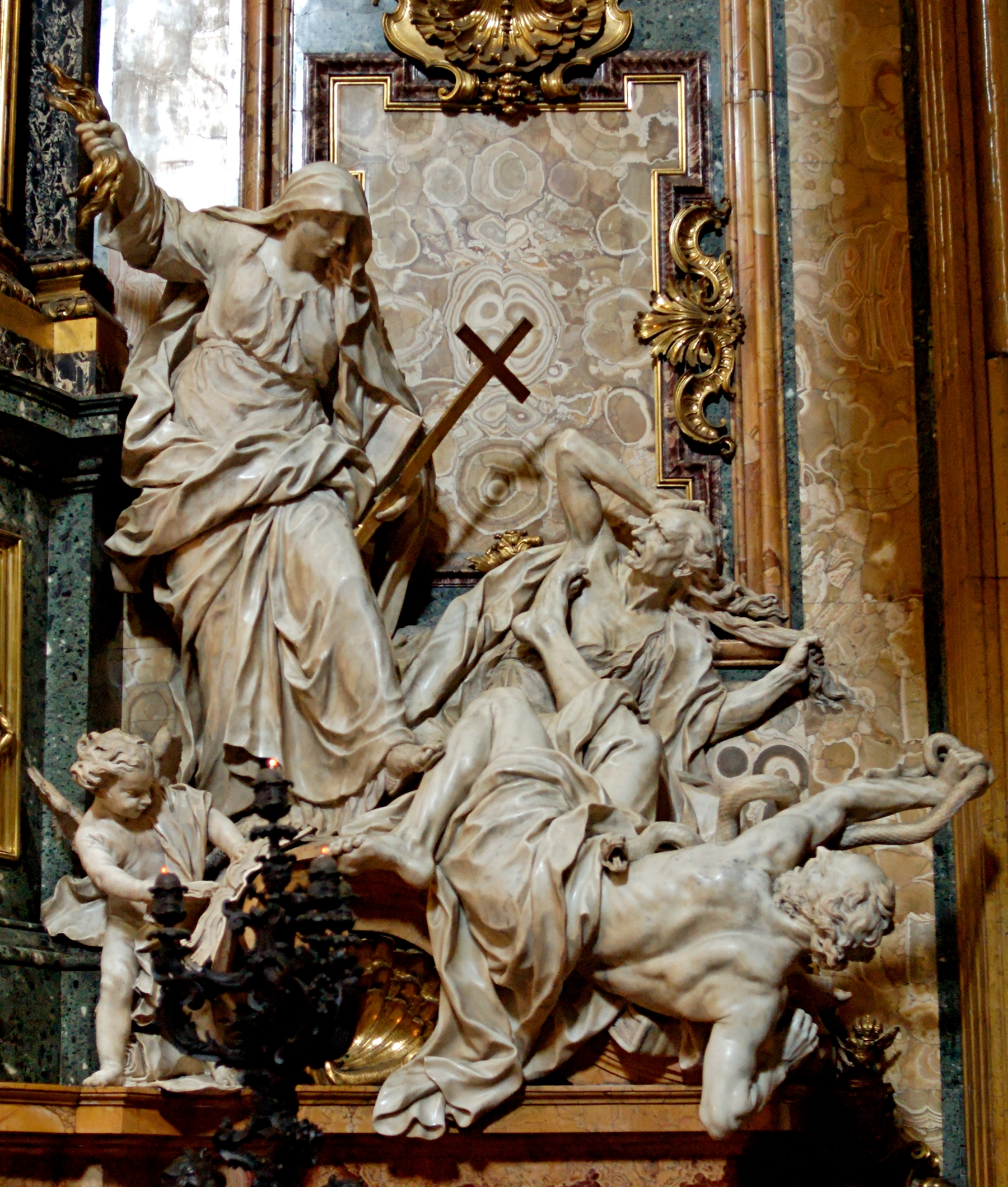
La Religione che flagella l'Eresia (La Religión flagelando a la Herejía), obra de Pierre Legros el Joven.

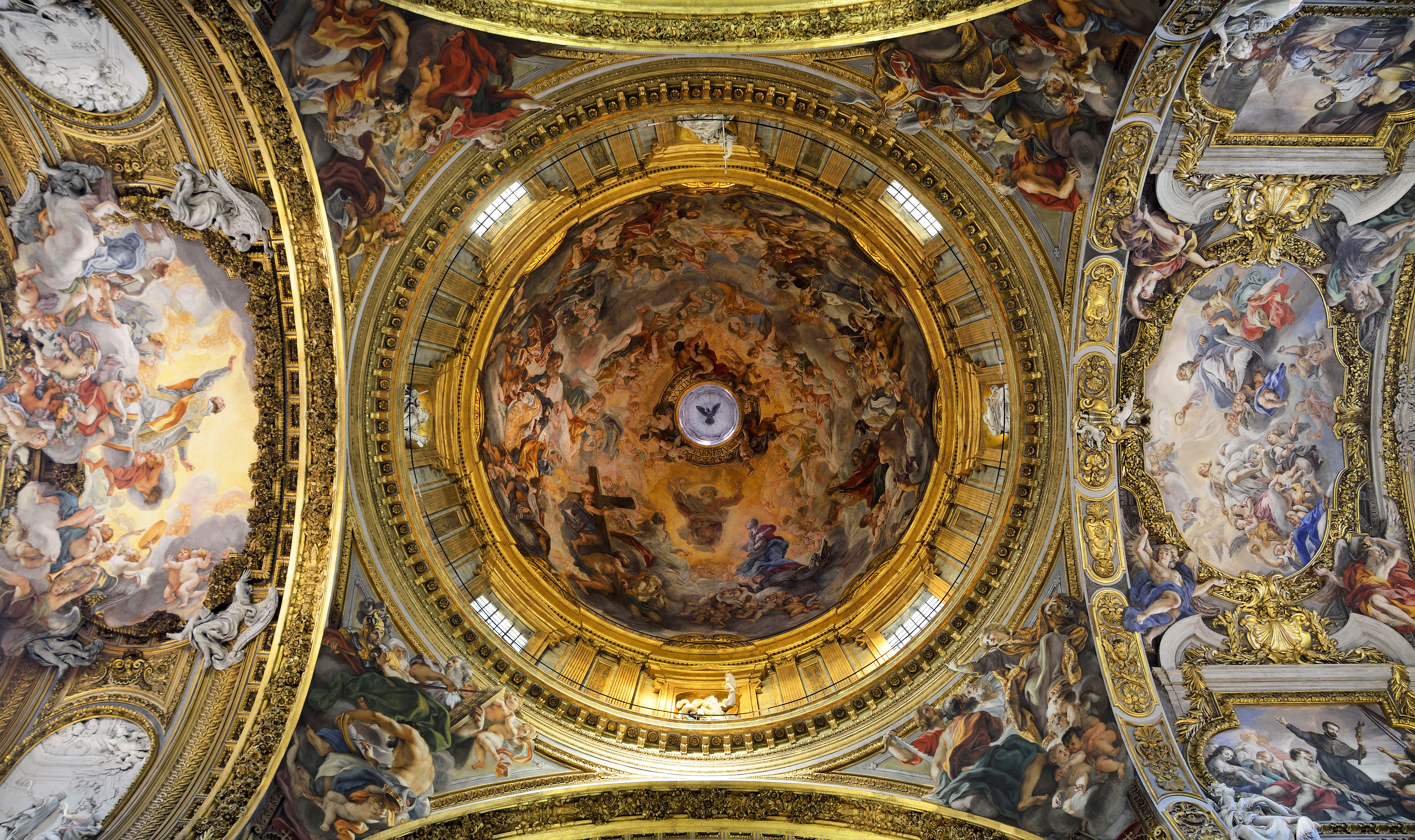
Domo central.

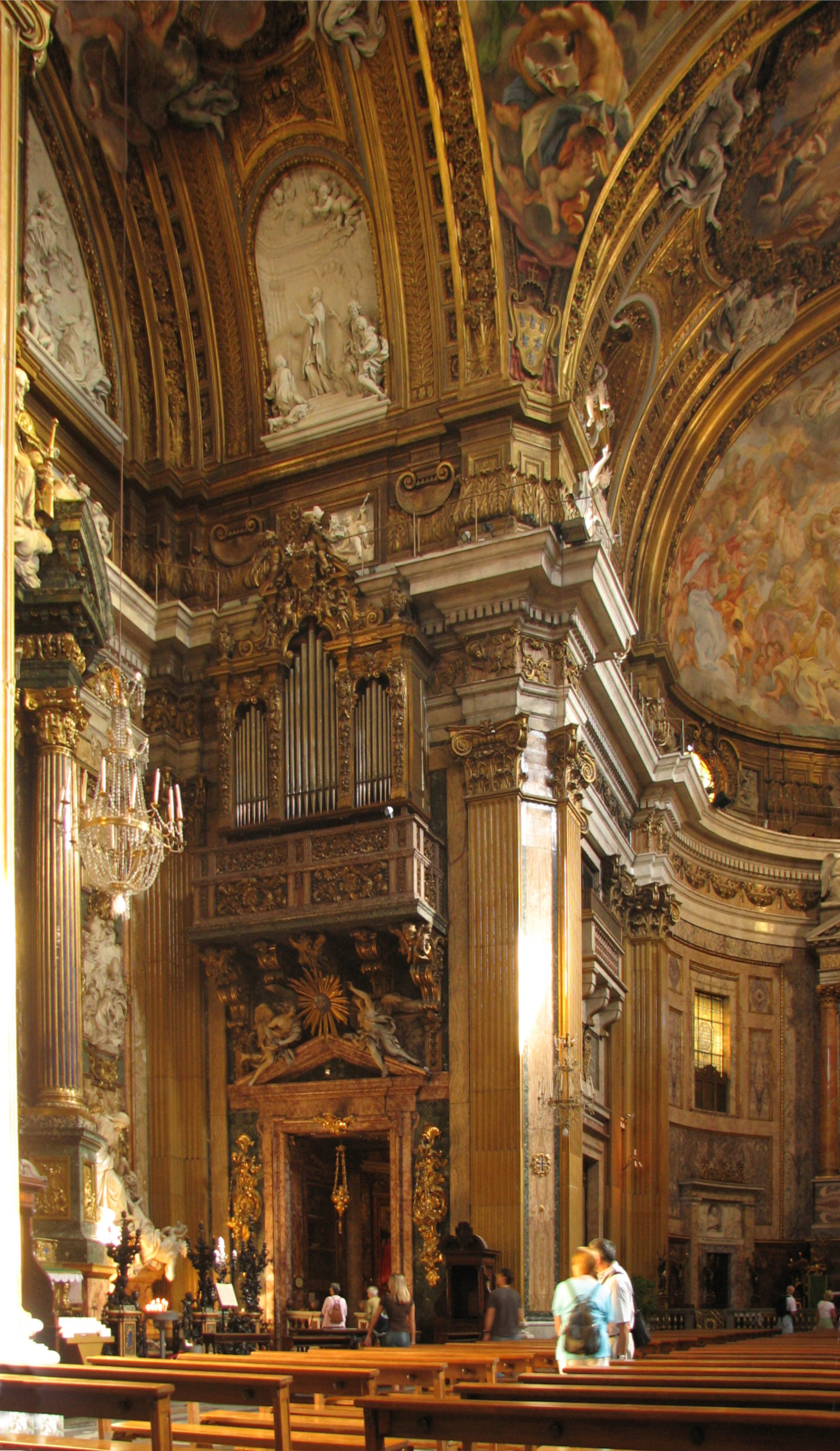
Los transeptos recortados cumplen la función de grandes capillas: capilla de San Ignacio.

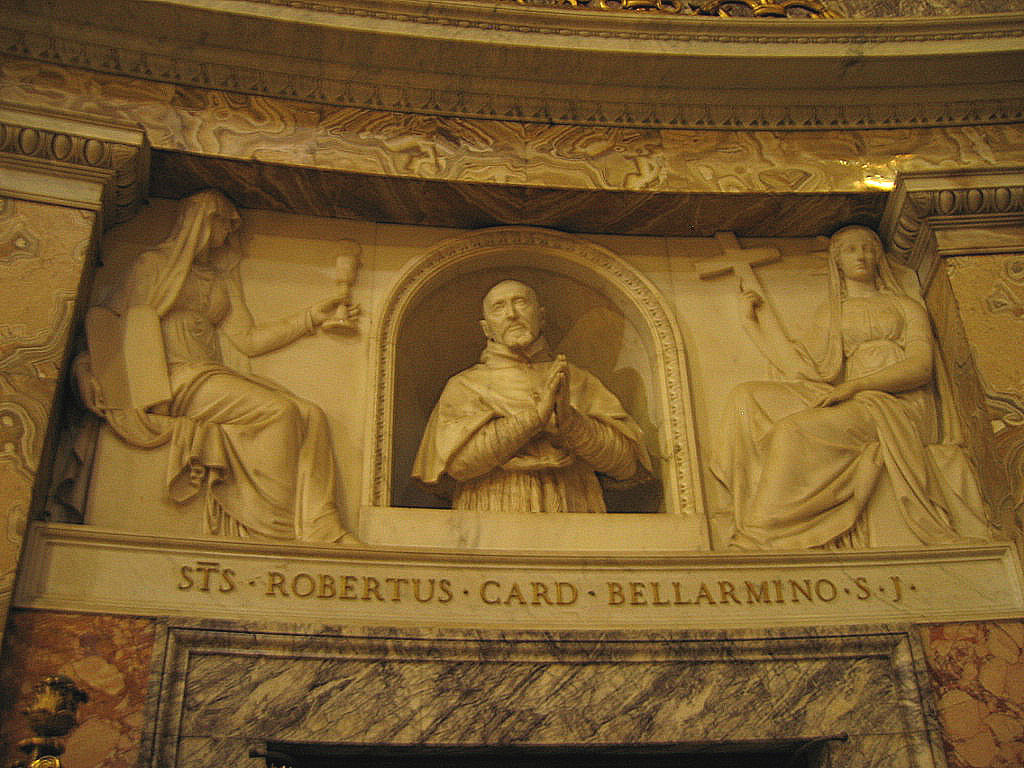
Monumento a Roberto Belarmino por Gian L. Bernini.

El rasgo más llamativo de la decoración interior es el fresco del techo: el grandioso Triunfo del nombre de Jesús de Giovanni Battista Gaulli. Gaulli también pintó al fresco la cúpula.
La primera capilla a la derecha de la nave es la Cappella di Sant'Andrea (capilla de San Andrés), así llamada porque la iglesia que anteriormente existía en el lugar, que tuvo que demolerse para hacer sitio a la iglesia jesuita, estaba dedicada a San Andrés. Todas las obras pictóricas fueron acabadas por el florentino Agostino Ciampelli. Los frescos en los arcos representan los mártires masculinos santos Pancracio, Celso, Vito y Agapito, mientras que las pilastras representan a santas martirizadas Cristina, Margarita, Anastasia, Cecilia, Lucía y Ágata. El techo está pintado al fresco con la Gloria de la Virgen rodeada por los santos martirizados Clemente, Ignacio de Antioquía, Cipriano y Policarpo. Los lunetos están pintados al fresco con las Santas Inés y Lucía se enfrentan a la tormenta y San Esteban y el diácono san Lorenzo. El retablo representa el Martirio de san Andrés.
La segunda capilla a la derecha es la Cappella della Passione (capilla de la Pasión), con frescos en los lunetos representando escenas de la Pasión de Cristo, como Jesús en el huerto, El beso de Judas, y seis lienzos sobre las pilastras: Cristo en la columna, Cristo ante los guardias, Cristo ante Herodes, Ecce Homo, Subida al Calvario y Crucifixión. El retablo de la Virgen con Niño y jesuitas beatificados, reemplaza al retablo original obra de Scipione Pulzone. El programa de pinturas fue diseñado por Giuseppe Valeriani y pintado por Gaspare Celio. El altar tiene una urna de bronce con los restos del jesuita del siglo XVIII san José Pignatelli, canonizado por Pío XII en 1954. Los medallones del muro conmemoran al padre Jan Roothaan (1785-1853) y al padre Pedro Arrupe (1907-1991), los superiores generales de la Compañía de Jesús 21.º y 28.º
La tercera capilla de la derecha es la Cappella degli Angeli (capilla de los ángeles) y tiene un fresco en el techo sobre la Coronación de la Virgen y un retablo de Los ángeles venerando a la Trinidad de Federico Zuccari. Él también pintó los lienzos de las paredes, Derrota de los ángeles rebeldes a la derecha y Los ángeles liberando a las almas del Purgatorio a la izquierda. Otros frescos representan el Cielo, el Infierno y el Purgatorio. Los ángulos en los nichos de las pilastras fueron acabados por Silla Longhi y Flaminio Vacca.
La mayor Cappella di san Francesco Saverio en el transepto derecho fue diseñada por Pietro da Cortona, encargo original del cardenal Giovanni Francesco Negroni. Los mármoles policromados encierran relieves de estuco representando a Francisco Javier bienvenido al cielo por los ángeles. El retablo muestra la Muerte de Francisco Javier en la isla de Sanchón por Carlo Maratta. Los arcos están decorados con escenas de la vida del santo, incluyendo Apoteosis del santo en el centro, Crucifixión, Santo perdido en el mar, y a la izquierda, Bautismo de una princesa india, por Giovanni Andrea Carlone. El relicario de plata conserva parte del brazo derecho del santo, estando sus otros restos enterrados en la iglesia jesuita de Goa.
La última capilla en el extremo más alejado de la nave, a la derecha del altar central, es la capilla del Sacro Cuore (Sagrado Corazón de Jesús).
La sacristía queda a la derecha. En el presbiterio está un busto del cardenal Belarmino de Bernini.
La primera capilla de la izquierda, originariamente dedicada a los apóstoles, es actualmente la Cappella di San Francesco Borgia (capilla de San Francisco de Borja), el español duque de Gandía que renunció a su título para ingresar en la orden jesuita y se convirtió en su tercer «Preposito generale». El retablo, San Francisco de Borja en oración de Pozzo, está rodeado por obras de Gagliardi. Los frescos del techo dedicados a Pentecostés y los lunetos (a la izquierda, Martirio de San Pedro, a los lados Fe y Esperanza y a la derecha Martirio de San Pablo, con las alegóricas Religión y Caridad son obra de Nicolò Circignani (llamado Il Pomarancio). Pier Francesco Mola pintó las paredes, a la izquierda con San Pedro en la cárcel bautiza a los santos Proceso y Martiniano, a la derecha está la Conversión de San Pablo. Hay cuatro monumentos obra de Marchesi Ferrari.
La segunda capilla a la izquierda está dedicada a la Natividad, y se llama Cappella della Sacra Famiglia (capilla de la Sagrada Familia), encargo del cardenal mecenas Cerri, quien trabajó para la familia Barberini. El retablo de la natividad es obra de Circignani. En el techo, la Celebración celestial de la natividad de Cristo, sobre los pináculos están David, Isaías, Zacarías y Baruc, en la luneta de la derecha, una Anunciación a los pastores y a la izquierda una Matanza de los Inocentes. También hay frescos con la Presentación de Jesús en el templo y Adoración de los Magos. Cuatro estatuas alegóricas representan la Templanza y la Prudencia a la derecha y la Fortaleza y la Justicia a la izquierda.
La tercera capilla de la izquierda es la Cappella della Santissima Trinità (capilla de la Santísima Trinidad), encargo inicial del patrón clerical Pirro Taro, y recibe su nombre del retablo principal obra de Francesco Bassano el Joven. Los frescos acabados principalmente por tres pintores y ayudantes durante 1588-1589; las atribuciones exactas son inseguras, pero se dice que la Creación, los ángeles sobre las pilastras y los diseños de algunos de los frescos son obra del pintor jesuita florentino Giovanni Battista Fiammeri. Pintado con ayudantes fue el Bautismo de Cristo sobre el muro de la derecha. La Transfiguración sobre el muro de la izquierda y el Abraham con tres ángeles sobre el óvalo de la derecha son de Durante Alberti. Dios Padre detrás de un coro de ángeles en el óvalo de la izquierda y en los pináculos, ángeles con los atributos de Dios, fueron completados por Ventura Salimbeni. El relicario del altar conserva el brazo derecho del jesuita polaco san Andrés Bobola, martirizado en 1657 y canonizado por Pío XI en 1938.
La impresionante Cappella di San Ignazio es la obra maestra de la iglesia, diseñada por Andrea Pozzo y que alberga la tumba del santo. El altar realizado por Pozzo muestra a la Trinidad, mientras que cuatro columnas chapadas de lapislázuli encierran la colosal estatua del santo, obra de Pierre Legros el Joven. Sin embargo, la última es una copia, probablemente de Adamo Tadolini trabajando en el taller de Antonio Canova: el papa Pío VI hizo que se fundiera el original, seguramente para pagar las reparaciones de guerra a Napoleón, como se estableció en el Tratado de Tolentino, 1797. Originalmente, el proyecto fue diseñado por Giacomo della Porta, luego por Cortona; pero al final Pozzo ganó un concurso público para diseñar el altar. Un lienzo del santo recibe el monograma con el nombre de Jesús del Cristo resucitado celestial atribuido a Pozzo. Hay una urna de bronce, obra de Algardi que conserva el cuerpo del santo, debajo quedan dos grupos de estatuas de La Religión flagelando a la Herejía por Legros a la derecha del altar, y Triunfo de la Fe sobre la Idolatría de Jean-Baptiste Théodon, a la izquierda del altar.
La última capilla en el extremo más alejado de la nave, a la izquierda del altar mayor, es la Cappella della Madonna della Strada. El nombre proviene de una imagen medieval, encontrada en una actualmente perdida iglesia en la plaza Altieri, venerada por san Ignacio. El interior fue diseñada y decorada por Giuseppe Valeriani, quien pintó escenas de la vida de la Virgen. Los frescos de la cúpula fueron pintados por G. P. Pozzi.

## Influencia
El Gesù sirve como modelo para las iglesias jesuitas en Roma entre 1570 y 1630, estas son:
- San María in Vallicela (1575-1614), obra de Matteo di Città di Castello modificado por Martino Longhi y luego según un proyecto de Giacomo della Porta (1594-1617) y fachada de Fausto Rughesi (1598-1603), modificada por Carlo Maderno.
- San Jerónimo degli Schiavoni
- El Espíritu Santo de los Napolitanos
- San Andrés della Valle
- Santa María della Scala
- Santa María della Vittoria, Carlo Maderno (1605-1620), Giovanni Battista Soria (fachada, 1624-1626)
- San Nicolás de Tolentino (Roma) (1599-1670),  con fachada de Francesco Buzio
- San Isidoro
- Los Santos Domingo y Sixto (1569-1663), obra de  Giacomo della Porta (original), y Nicola Torriani y Vincenzo della Greca (fachada, 1646)
- Iglesia de San Juan de los Florentinos (1523-1634), obra de Jacopo Sansovino modificada por  Giacomo della Porta y Carlo Maderno
- San Ignacio (1626-1650), obra de Horazio Grassi
- La prolongación de la basílica de San Pedro, en el Vaticano
- Basílica y convento de San Pedro de Lima, Perú

San María in Vallicela (1575-1614)
Santa María della Vittoria (1605-1626)
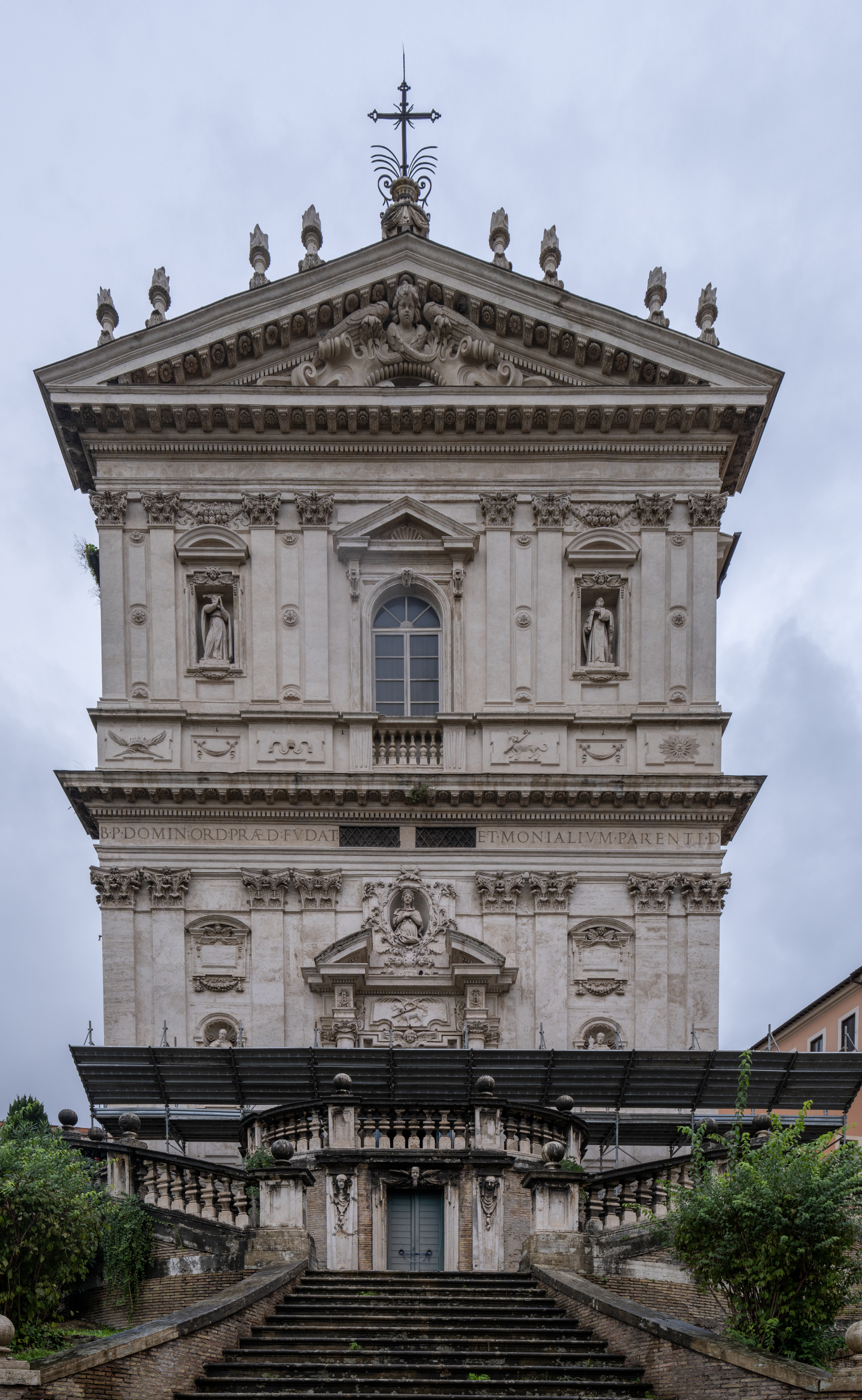
Los Santos Domingo y Sixto (1569-1663)
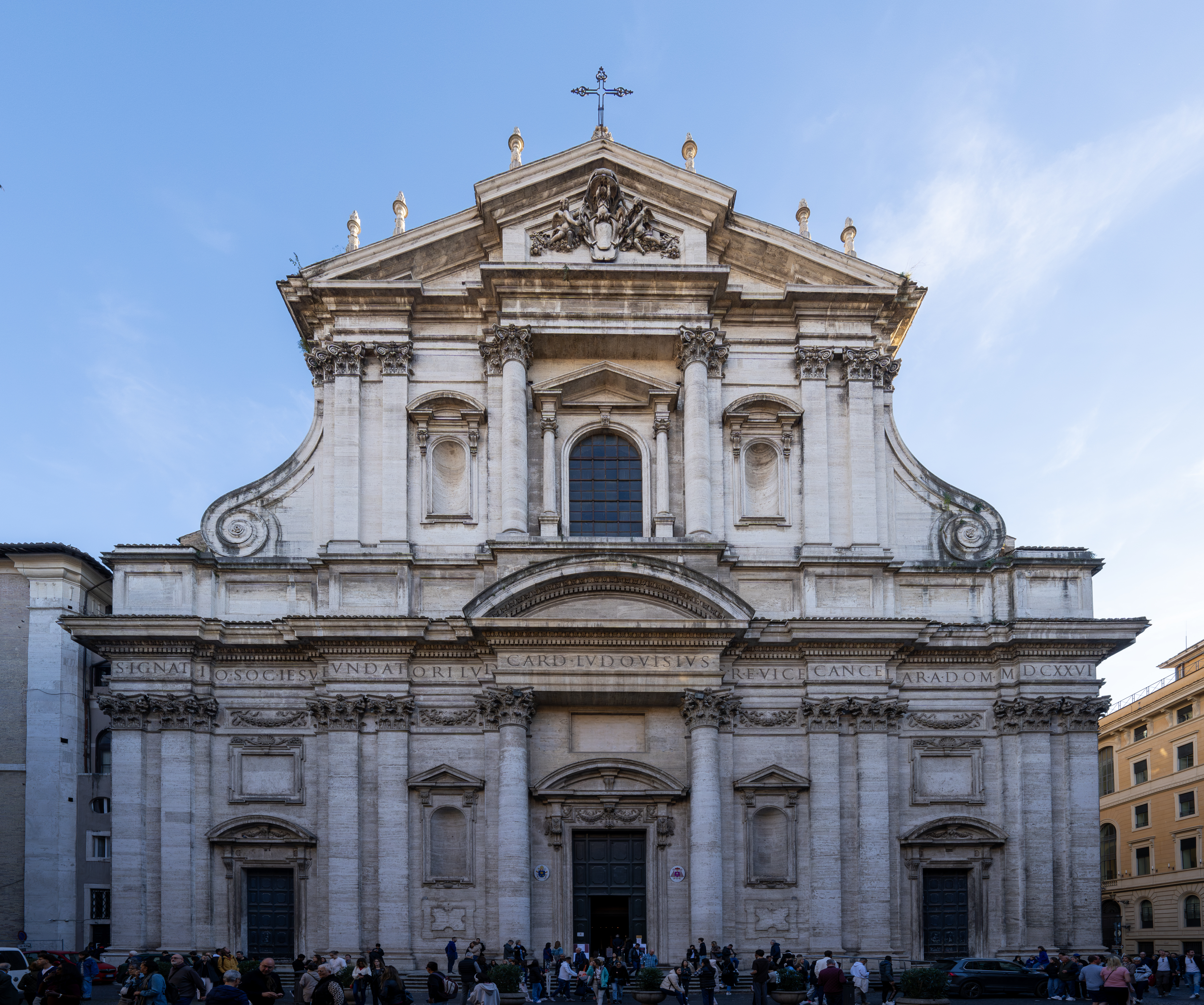
San Ignacio (1626-1650)
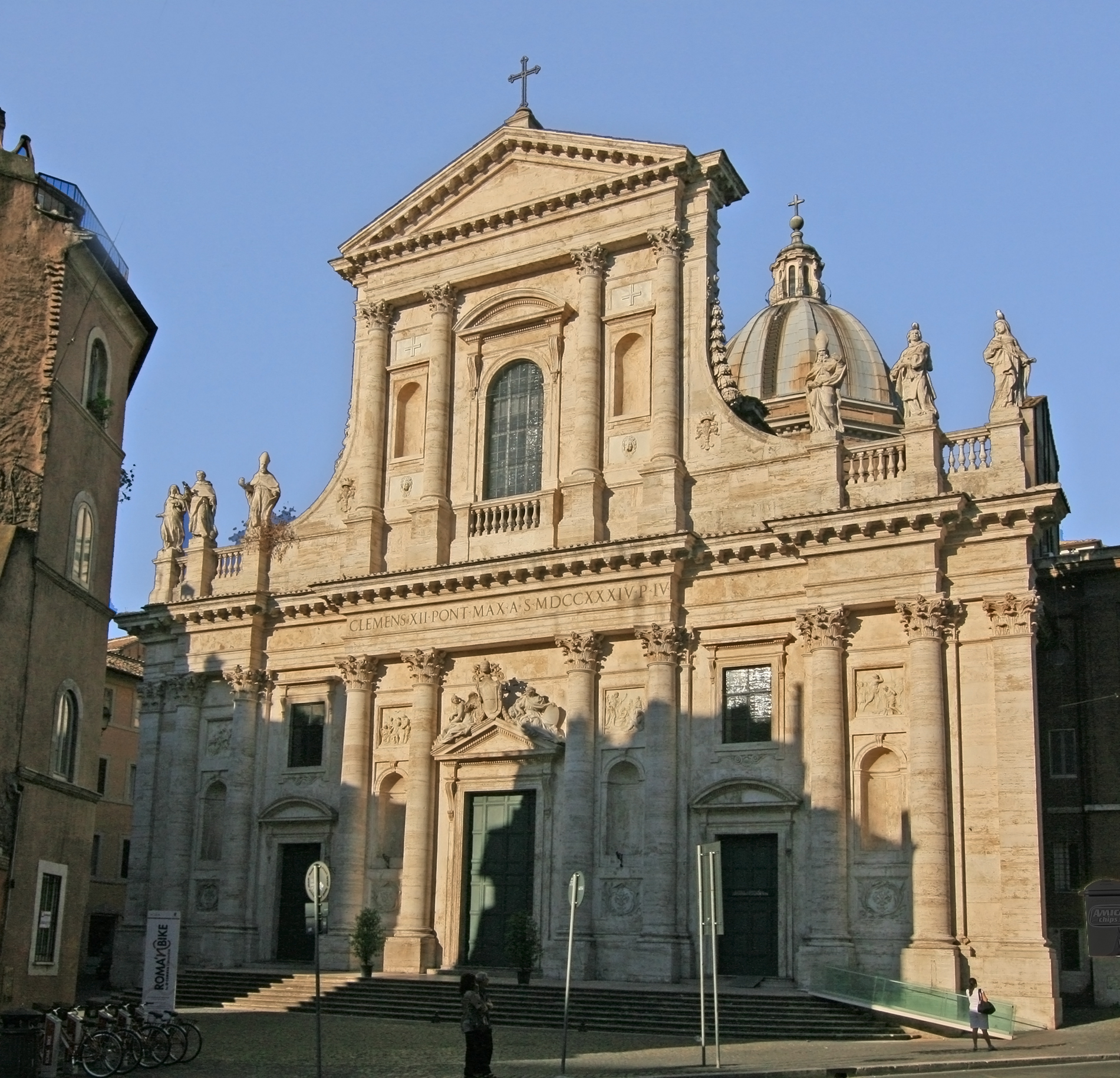
Iglesia de San Juan de los Florentinos (1523-1634)
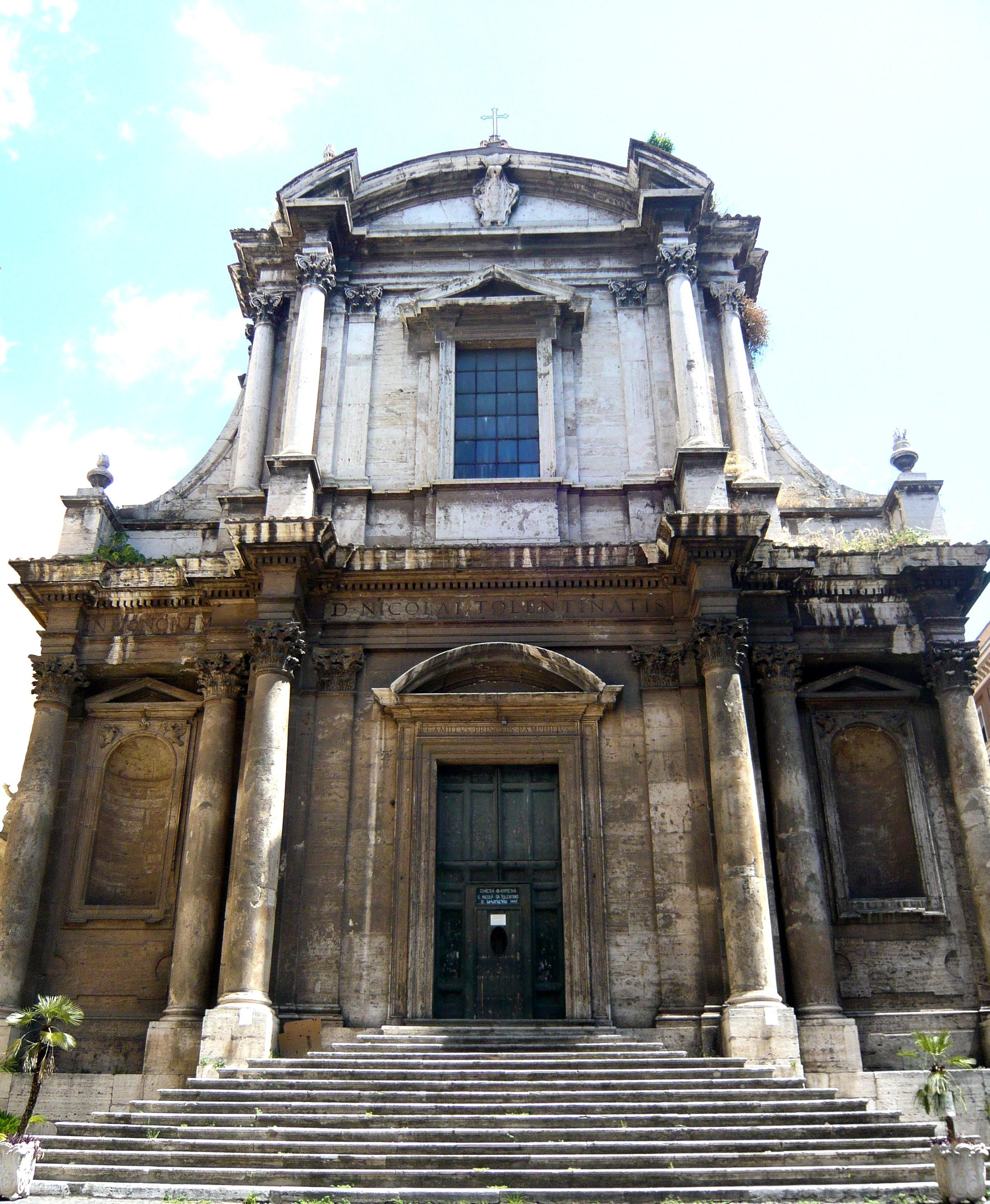
San Nicolás de Tolentino (1599-1670)

Con la llegada de los españoles a América también llegaron los jesuitas, primero en Brasil en 1549 y de ahí se fueron expandiendo por Perú (1567), México (1572) y Nueva Francia (1611) , teniendo principal influencia de arquitectura en Brasil.